# Bán đảo Iberia
Bán đảo Iberia là bán đảo tọa lạc tại miền tây nam châu Âu, chủ yếu được phân chia giữa Bồ Đào Nha và Tây Ban Nha, hai quốc gia chiếm phần lớn diện tích bán đảo. Andorra và một phần nhỏ của Pháp dọc theo góc đông bắc bán đảo, cùng Gibraltar (một lãnh thổ hải ngoại của Vương quốc Liên hiệp Anh và Bắc Ireland), cũng nằm trong bán đảo này. Với diện tích khoảng 582.000 km2 (225.000 dặm vuông Anh), đây là bán đảo lớn thứ nhì châu Âu, sau bán đảo Scandinavia.
Bán đảo Iberia, ba mặt Tây Bắc, Tây và Tây Nam giáp Đại Tây Dương (với vịnh Biscay ở phía Tây Bắc và vịnh Cadiz phía Tây Nam). Phía Đông và Đông Nam giáp Địa Trung Hải, thông với Đại Tây Dương qua eo Gibraltar, chỗ hẹp nhất chỉ khoảng 7,7 hải lý (14,3 km). Phía Đông Bắc giáp biên giới Pháp.
Mũi Maroki ở cực Nam bán đảo (36° Bắc) cũng là điểm cực Nam của lục địa châu Âu.
Mũi Roca ở cực Tây bán đảo (9°32' Tây) cũng là điểm cực Tây của lục địa châu Âu.
Các dãy núi chính trên bán đảo: dãy Pyrénées, dãy Cantabria, dãy Sierra Nevada... Đỉnh Mulhacen (3478 m) thuộc dãy Sierra Nevada là đỉnh cao nhất trên bán đảo.
Các sông chính: sông Tagus (dài nhất, hơn 1000 km), sông Ebro (có lưu lượng lớn nhất), sông Duero, sông Guadiana và sông Guadalquivir. Hầu hết các sông đổ ra Đại Tây Dương, trừ sông Ebro đổ vào Địa Trung Hải.
Tổng dân số bán đảo Iberia tính đến ngày 31 tháng 12 năm 2022 là 56,937,635 người.